# Li Yuheng
Dans ce nom, le nom de famille, Li, précède le nom personnel.
Pour les articles homonymes, voir Li.
Li Yuheng, née le 2 février 1993, est une joueuse congolaise (RC) de tennis de table.

## Biographie
Elle remporte la médaille d'or en double dames et en double mixte aux Jeux africains de 2015 à Brazzaville.